# Hendrik Born
Hendrik Born (* 5. Juli 1944 in Loitz; † 2. August 2021 in Bremen) war ein deutscher Vizeadmiral der NVA und letzter Chef der Volksmarine.

## Leben
Borns Eltern hatten acht Kinder; sein Vater wurde nach der Rückkehr aus der sowjetischen Kriegsgefangenschaft im Jahr 1950 Betriebs- und Verkehrseisenbahner.
Die Familie zog nach Stralsund, wo Hendrik Born an der EOS, dem heutigen Hansa-Gymnasium, sein Abitur ablegte. Sein Berufsziel war Lehrer. Bei der Gesellschaft für Sport und Technik segelte er auf Kuttern des Typs K-10 und organisierte Lehrgänge an der Offiziershochschule der Volksmarine „Karl Liebknecht“.
Nach gezielter Werbung beschloss er, den Beruf eines Soldaten zu ergreifen und Offizier zu werden. Mit seinem Eintritt in die Offiziersschule am 29. August 1963 begann die Ausbildung, die er am 1. Oktober 1967 mit der Ernennung zum Unterleutnant abschloss. 1964 trat Born der Sozialistischen Einheitspartei Deutschlands (SED) bei. Er diente von 1967 bis 1970 als Feuerleitoffizier auf den Küstenschutzschiffen 124 und 122 (Riga-Klasse) in der 4. Flottille in Warnemünde. Dieser Tätigkeit schloss sich der Dienst als Kommandant des Hochseeminensuch- und Räumschiffs 345 (Typ „Kondor II“) von 1970 bis 1972 an. Am 7. Oktober 1972, dem Nationalfeiertag der DDR, wurde Born zum Kapitänleutnant ernannt. Im gleichen Jahr wurde Born zum Studium an die Seekriegsakademie der Sowjetunion in Leningrad kommandiert.
In Leningrad lernte Born Inessa Andrejewna Komkowa kennen, die er später heiratete. Er schloss das Studium 1976 als Diplom-Militärwissenschaftler mit dem Prädikat „mit Auszeichnung“ ab und wurde am 1. Oktober 1976 zum Korvettenkapitän ernannt. Born war anschließend Kommandant des Küstenschutzschiffes 142 (Projekt 1159) in der 4. Flottille; dieses Schiff allerdings wurde nach Lieferschwierigkeiten erst im Jahr 1979 unter dem Namen „Berlin, Hauptstadt der DDR“ in den Dienst gestellt und bekam einen anderen Kommandanten. Born und seine Mannschaft waren an Bord des Schwesterschiffes „Rostock“ für den Einsatz vorbereitet worden, lebten aber bis 1978 nur auf einem Wohnschiff im Hafen der 4. Flottille.
Born wurde 1978 Leiter der Arbeitsgruppe operative Arbeit im Stab der 4. Flottille. In Vorbereitung des Großmanövers Waffenbrüderschaft 80 arbeitete er im Rostocker Ständehaus in einem der Täuschung dienenden „Scheinstab“, der einen anderen Plan durchexerziert. Am 7. Oktober 1980 wurde Born Fregattenkapitän, 1981 Unterabteilungsleiter für operative Arbeit und später Stabschef.
1981 wechselte er als stellvertretender Flottillenchef und Stabschef zur 1. Flottille in Peenemünde. Von 1984 bis 1989 führte er diese Flottille. Am 1. März 1985 wurde er zum Kapitän zur See befördert und am 7. Oktober 1988 zum Konteradmiral ernannt. Er war damit der jüngste Admiral der Volksmarine. Im August 1988 führte er einen Flottenbesuch der Volksmarine in Göteborg an.
Nachdem Theodor Hoffmann Minister für Nationale Verteidigung geworden war, folgte ihm Born am 11. Dezember 1989 als Chef der Volksmarine unter gleichzeitiger Beförderung zum Vizeadmiral. Diese Dienststellung hatte er bis zu seiner Entlassung am 2. Oktober 1990 inne. Born war der erste Chef der Volksmarine, der nicht mehr Stellvertretender Minister für Nationale Verteidigung war. Nach der deutschen Wiedervereinigung war Born noch einige Wochen als ziviler Berater des Kommandeurs des Marinekommandos Rostock, Flottillenadmiral Dirk Horten, tätig.
Nach dieser Tätigkeit arbeitete Born beim Bremer Vulkan sowie nach anschließender Arbeitslosigkeit als Verkaufsleiter der MAN Turbo AG im Gebiet Kaspisches Meer und Türkei. Danach war er stellvertretender Vorsitzender der Deutschen Gesellschaft für Schifffahrts- und Marinegeschichte e. V. (Troisdorf).
Am 2. August 2021 verstarb Born im Alter von 77 Jahren.